# Maresia (género botânico)
Maresia é um género botânico pertencente à família Brassicaceae.